# Fernand de Blommaert
Fernand de Blommaert (Hainaut (tartomány), 1881. augusztus 24. – Vallon-Brabant, 1949. július 24.) Európa-bajnok belga jégkorongozó.
Részt vett az 1910-es jégkorong-Európa-bajnokságon, ahol bronzérmes lett. A következő évben is játszott az Európa-bajnokságon és ismét bronzérmesek lette. Az 1913-as jégkorong-Európa-bajnokságon felértek a csúcsra, mert megnyerték azt. Utolsó tornája az 1914-es jégkorong-Európa-bajnokság volt és ismét bronzérmes lett. Ezután kitört az első világháború és 5 Európa-bajnokság elmaradt.